# Manuel Pellegrini
Manuel Luis Pellegrini Ripamonti (* 16. September 1953 in Santiago de Chile) ist ein ehemaliger chilenischer Fußballspieler und heutiger -trainer. Pellegrini kann auf zahlreiche Engagements als Trainer und eine lange Zeit als Spieler in Südamerika zurückblicken. Seit 2020 ist er Cheftrainer von Betis Sevilla.

## Spielerkarriere
Weil Pellegrini die Schule und sein Studium des Bauingenieurwesens mit Bestnoten abschloss, erlaubten ihm seine Eltern, eine Karriere als Profifußballer zu beginnen. Der gelernte Abwehrspieler Pellegrini blieb in seiner gesamten Spielerkarriere seinem Verein CF Universidad de Chile treu. In insgesamt 13 Jahren (1973–1986) spielte er in 451 Ligaspielen für seinen Verein.

## Trainerlaufbahn

### Die Anfänge in Chile
Manuel Pellegrini wurde nach seiner Spielerkarriere 1987 Trainer bei Universidad de Chile. Im Jahr 1990 ging er nach über 16 Jahren Clubzugehörigkeit und schloss sich dem chilenischen Erstligisten Club Deportivo Palestino an. Nach einer Saison unterschrieb er bei CD O’Higgins einen Vertrag, nach einer weiteren Spielzeit ging er zu CD Universidad Católica. 

### Erste Erfolge
In den beiden Spielzeiten von 1994 bis 1996 gewann er mit CD Universidad Católica den chilenischen Pokal und die Copa Interamericana. Er pausierte für ein Jahr und kehrte 1998 zu Palestino zurück. Nach einer erfolglosen Saison ging er für die Spielzeit 1999/2000 erstmals ins Ausland. In Kolumbien gewann er mit LDU Quito die Meisterschaft.

### Argentinien
Bei San Lorenzo und ab 2002 mit River Plate in Argentinien hatte Pellegrini seine bis dahin größten Erfolge; er gewann mit beiden Clubs je eine Meisterschaft und erreichte mit River Plate das Finale der Copa Sudamericana.

### Villarreal CF
Im Jahr 2004 ging Pellegrini zum spanischen Erstligisten FC Villarreal. Unmittelbar nach seiner Verpflichtung führte er bei den Spaniern einen Trend zu südamerikanischen Spielern ein, da er sich dort besonders gut auskannte. In seiner ersten Saison als Villarreal-Trainer gelang es Pellegrini den Verein auf den dritten Platz zu führen. Dies stellte das bis dato beste Ergebnis in der Vereinsgeschichte dar und bedeutete zugleich auch die erstmalige Qualifikation für die Champions League. Stark aufspielen unter dem Chilenen tat dabei der 2003 vom FC Barcelona per Leihe geholte argentinische Spielmacher Juan Román Riquelme. In der folgenden Spielzeit 2005/06 machte Pellegrini sich europaweit einen Namen durch das Erreichen des Champions-League-Halbfinale, welches im Anschluss gegen Arsenal London verloren ging. Im März 2006 wurde Pellegrinis Vertrag bei Villarreal zunächst um ein Jahr bis zum Ende der Saison 2006/07 verlängert, ehe der Vertrag im Dezember 2007 ein weiteres Mal (dieses Mal bis 2010) verlängert wurde.

### Real Madrid
Am 1. Juni 2009 wurde bekannt gegeben, dass Pellegrini als Cheftrainer von Real Madrid verpflichtet wurde. In Madrid übernahm er einen hochkarätig besetzten Kader, der im Verlauf des Sommers durch die Verpflichtung von Spielern wie Cristiano Ronaldo, Kaká und Xabi Alonso noch einmal verstärkt wurde. Mit dem Chilenen erreichte der Verein in der Saison 2009/10 96 Punkte, die bis dahin höchste Punktzahl der Vereinsgeschichte. Dennoch beendete man die Spielzeit nur auf dem zweiten Platz hinter dem FC Barcelona. Da man ferner in der Copa del Rey über einen Drittligisten stolperte und in der Champions League nicht über das Achtelfinale hinauskam, wurde Pellegrini am Saisonende entlassen und durch José Mourinho ersetzt.

### FC Málaga
Am 5. November 2010 übernahm Pellegrini nach der Entlassung von Jesualdo Ferreira das Traineramt beim auf dem letzten Platz stehenden spanischen Erstligisten FC Málaga. Unter Pellegrini stabilisierte sich das Team und die Saison 2010/11 wurde auf dem elften Rang beendet. Mit dem zum damaligen Zeitpunkt von Scheich Abdullah Bin Nasser Al Thani finanzierten Verein schloss Pellegrini die Saison 2011/12 auf dem vierten Tabellenplatz ab. Dies war die beste Platzierung in der Vereinsgeschichte und führte nach erfolgreicher Qualifikation zu Málagas erster Teilnahme an der UEFA Champions League. Obwohl zur Saison 2012/13 (Platz 6 in der Liga) aufgrund finanzieller Engpässe infolge des Rückzugs des Scheichs Leistungsträger wie Santi Cazorla, Salomón Rondón und Joris Mathijsen verkauft werden mussten, erreichte Pellegrini mit Málaga das Viertelfinale der UEFA Champions League 2012/13. Dies war der größte Erfolg in der Vereinsgeschichte der Andalusier. Im Mai 2013 gab Pellegrini bekannt, dass er den Verein am Saisonende verlassen werde. Zuvor war der FC Málaga von der UEFA im Zuge des Financial Fairplay wegen seiner Schulden für ein Jahr von allen Europapokalwettbewerben ausgeschlossen worden.

### Manchester City
Zur Saison 2013/14 übernahm Pellegrini die Mannschaft von Manchester City. In seiner ersten Saison mit den „Cityzens“ führte er diese zum Gewinn der vierten Meisterschaft und auch der League-Cup konnte gewonnen werden. Mit dem Gewinn des Premier-League-Titels wurde Pellegrini zum ersten und bis dato einzigen südamerikanischen Trainer, der die englische Meisterschaft gewann. Im FA-Cup kam man bis ins Viertelfinale, wo man gegen Wigan Athletic verlor. In der Champions League schied man im Achtelfinale gegen den FC Barcelona aus.
Nach den zwei Titeln in der vorherigen Spielzeit blieb Pellegrinis zweite Saison titellos. Die Meisterschaft beendete man auf dem zweiten Platz hinter dem FC Chelsea. Im FA-Cup verlor man im Viertelfinale gegen den FC Middlesbrough. Im League-Cup scheiterte man an Newcastle United und in der Champions League schied man erneut Im Achtelfinale gegen den FC Barcelona aus.
Die Saison 2015/16 war Pellegrinis dritte und letzte Spielzeit als Manchester City-Trainer. Nach der Meisterschaft 2014 und Vizemeisterschaft 2015 schaffte man es in der Liga dieses Mal lediglich auf den vierten Platz und auch nur dank einer besseren Tordifferenz gegenüber dem Stadtrivalen Manchester United. Dafür gelang der erneute Gewinn des League-Cups, Pellegrinis zweitem in drei Jahren. Im FA-Cup war dagegen nach einer 1:5-Niederlage gegen den FC Chelsea im Achtelfinale Schluss. In der Champions League hatte Manchester City unterdessen seine beste Kampagne unter Pellegrini und erreichte erstmals in seiner Geschichte das Halbfinale. Dort verlor man anschließend gegen Pellegrinis Ex-Verein Real Madrid.
Sein Vertrag war bis 30. Juni 2016 gültig. Seine Nachfolge bei Manchester City trat der vom FC Bayern München kommende katalanische Erfolgstrainer Pep Guardiola an, um den sich der Verein schon länger bemüht hatte.

### Hebei China Fortune
Am 27. August 2016 trat Pellegrini beim chinesischen Erstliga-Club und Aufsteiger Hebei China Fortune sein Amt als Cheftrainer an. Die Saison 2016 wurde auf dem siebten, die Saison 2017 auf dem vierten Platz beendet. Im Mai 2018 verließ er den Club, zu dem Zeitpunkt war man Zehnter in der Liga.

### West Ham United
Am 22. Mai 2018 wurde Pellegrini Cheftrainer bei West Ham United. Seine erste Saison wurde auf dem zehnten Platz beendet. Am 28. Dezember 2019 wurde er im Anschluss an eine 1:2-Heimniederlage gegen Leicester City wieder entlassen. West Ham hatte zum Zeitpunkt der Entlassung neun der vorangegangenen zwölf Spiele verloren und stand mit einem Punkt Vorsprung zu den Abstiegsplätzen auf dem 17. Tabellenrang.

### Betis Sevilla
Am 9. Juli 2020 verpflichtete ihn der spanische Club Betis Sevilla als Trainer. Er erhielt einen Vertrag bis 2023. Dieser wurde bis 2026 verlängert. In jeder seiner Spielzeiten, 2020/21 (Platz 6), 2021/22 (Platz 5) und 2022/23 (Platz 6), wurde bisher die Qualifikation für die UEFA Europa League erreicht.

### International
In der Saison 1990/91 war er neben seiner Clubtätigkeit U-21-Nationaltrainer Chiles. Bei der Copa América 1991 und 1993 war er Assistent von Arturo Salah bei der A-Nationalmannschaft.

## Erfolge

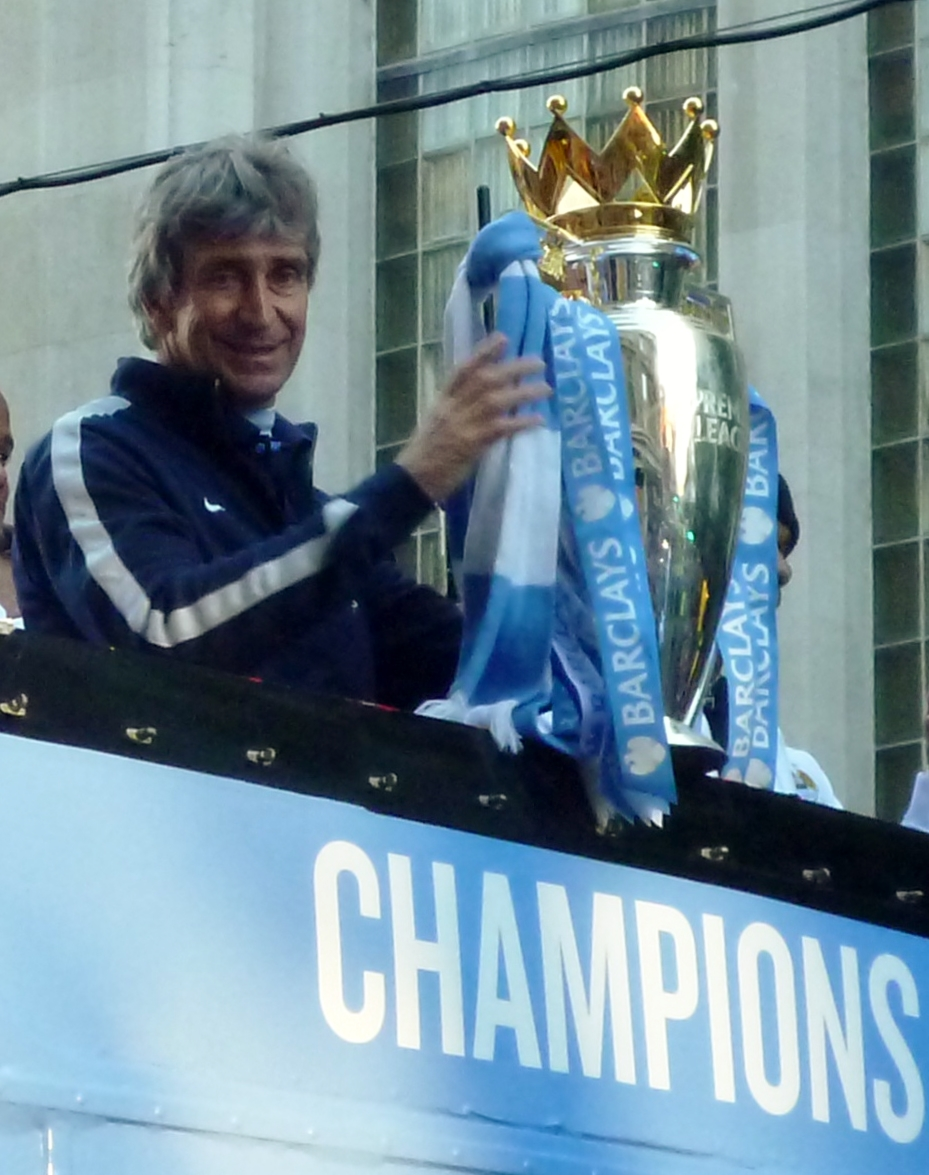
Pellegrini 2014 mit dem englischen Meisterpokal

### Als Spieler
- 1979 – Chilenischer Pokalsieger – CF Universidad de Chile

### Als Trainer
- 1994 – Copa Interamericana – Universidad Católica
- 1995 – Chilenischer Pokalsieger – Universidad Católica
- 1999 – Ecuadorianischer Meister – LDU Quito
- 2001 – Clausura – CA San Lorenzo
- 2001 – Copa Mercosur – CA San Lorenzo
- 2003 – Clausura – River Plate
- 2003 – Finale der Copa Sudamericana – River Plate
- 2004 – Halbfinale UEFA-Pokal – FC Villarreal
- 2006 – Halbfinale Champions League – FC Villarreal
- 2013 – Viertelfinale Champions League – FC Málaga
- 2014 – Englischer Ligapokalsieger – Manchester City
- 2014 – Englischer Meister – Manchester City
- 2016 – Englischer Ligapokalsieger – Manchester City
- 2022 – Spanischer Pokalsieger – Betis Sevilla